# Pointe des Châteaux
Die Pointe des Châteaux markiert den östlichsten Punkt der Insel Grande-Terre des französischen Überseedépartements Guadeloupe. Sie befindet sich in der Gemeinde Saint-François. An der Pointe des Châteaux herrscht kalkhaltiger Boden vor, auf dem u. a. weißer und schwarzer Rosmarin sowie Meertrauben wachsen, die dem Wind und Salzwasser trotzen. Auf dem Gipfel der Pointe des Châteaux wurde ein Gipfelkreuz errichtet.
Der Pointe des Châteaux am östlichen Horizont vorgelagert liegt die Insel La Désirade.

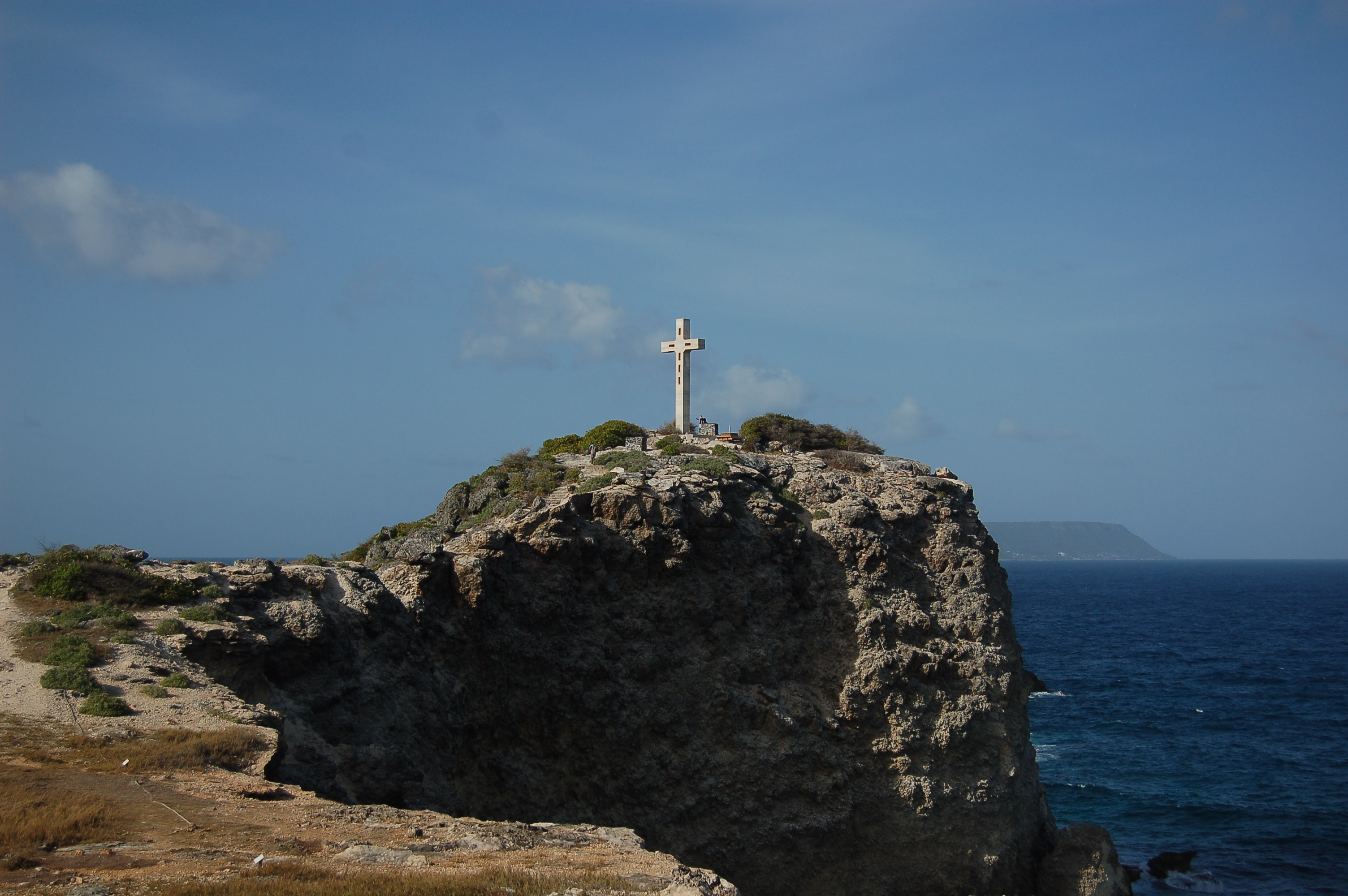
Blick zur Pointe des Châteaux von Süden
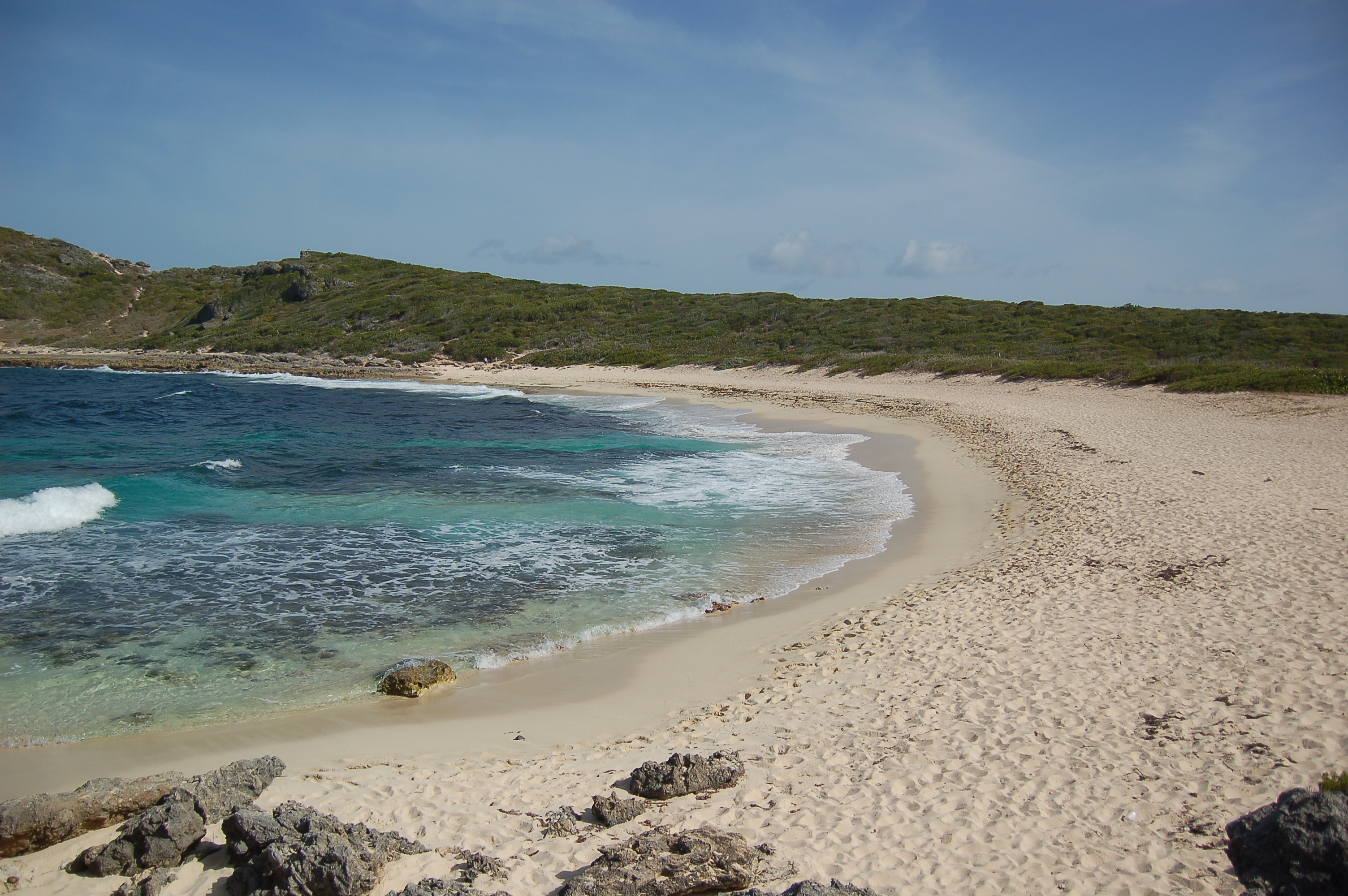
Der nahe Strand der Grandes Salines
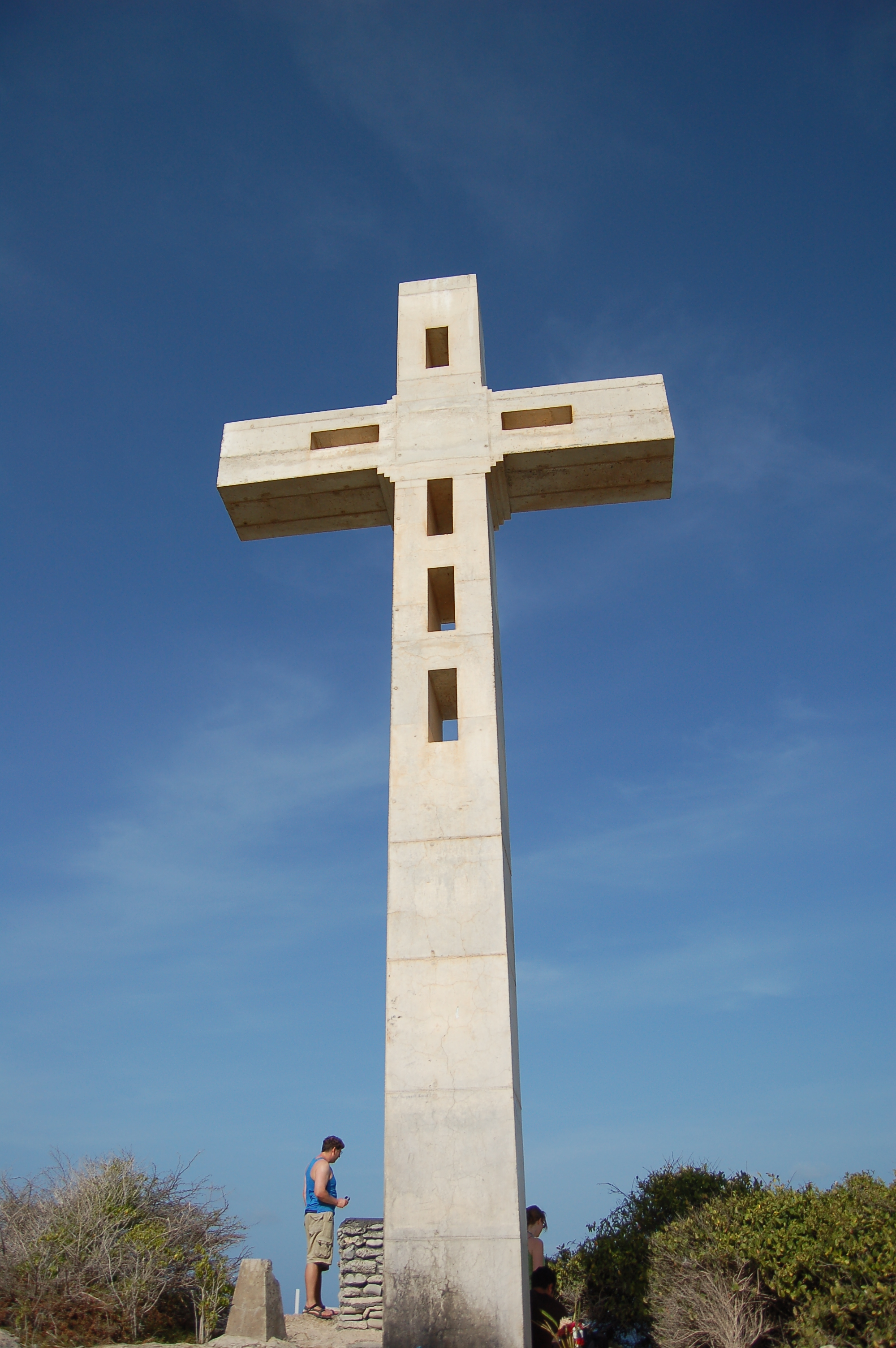
Gipfelkreuz auf der Pointe des Châteaux
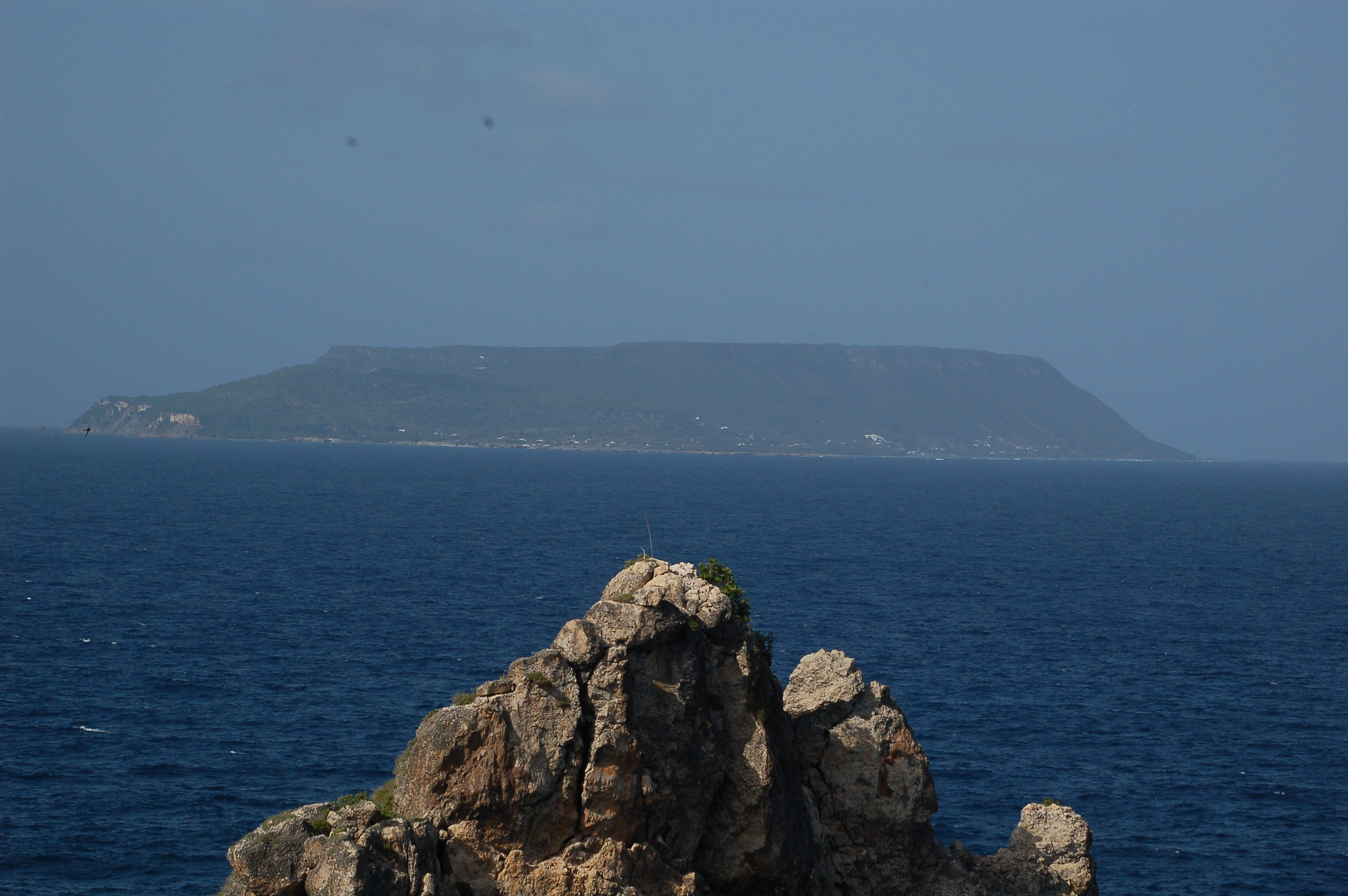
Blick von der Pointe des Châteaux nach La Désirade